# 스킬라와 카리브디스 사이
스킬라와 카리브디스 사이(Between Scylla and Charybdis)는 영어에서 쓰이는 관용구이며 진퇴양난의 의미로 쓰인다.  즉, 이러지도 저러지도 못하는 딜레마에 빠진 상황에 처했을 때 이러한 표현을 사용한다.  스킬라와 카리브디스는 그리스 신화속의 바닷가에 사는 암놈의 괴물들이다. 전쟁을 끝낸 오디세우스는 귀향을 하며 첫번째 코스인 좁은 해협에 이르는 데, 양쪽에서 스킬라와 카리브디스가 버티고 서 있자, 그는 스킬라를 선택하는 데, 그나마 부하 6명만을 내어 주고 해협을 통과하였다.  즉, 이 신화는 어떤 어려운 문제에 부딪혔을 때, 보다 피해를 덜 받는 쪽으로 선택을 해야 하는 순간을 의미할 때 사용된다.

## 같이 보기
- 딜레마
- 차악